# Giorgos Valerianos
Giorgos Valerianos (Atenas, Atenas Central, Ática, Grecia, 13 de febrero de 1992) es un futbolista griego. Juega de lateral izquierdo y su equipo actual es el Ionikos de Nicea de la Superliga de Grecia.

## Clubes
| Club                  | País    | Año         |
| --------------------- | ------- | ----------- |
| Olympiacos FC         | Grecia  | 2010 - 2012 |
| Thrasyvoulos (cedido) | Grecia  | 2010 - 2011 |
| AO Glyfadas (cedido)  | Grecia  | 2012        |
| OFI Creta             | Grecia  | 2012 - 2013 |
| A. O. Kavala          | Grecia  | 2013 - 2014 |
| Iraklis               | Grecia  | 2014 - 2015 |
| Apollon Smyrnis       | Grecia  | 2015 - 2016 |
| AO Platanias          | Grecia  | 2016        |
| Apollon Smyrnis       | Grecia  | 2016 - 2017 |
| Aris Salónica         | Grecia  | 2017 - 2019 |
| Pafos FC              | Chipre  | 2019 - 2021 |
| Riga FC (cedido)      | Letonia | 2019 - 2020 |
| Ionikos de Nicea      | Grecia  | 2021 -      |